# Dokonalý šéf
Dokonalý šéf (v anglickém originále Burnt) je americký dramatický film režiséra Johna Wellse. Scénář napsal Steven Knight na motivy příběhu od Michaela Kalesnika. V hlavních rolích se objevili Bradley Cooper, Sienna Miller,  Daniel Brühl, Omar Sy, Matthew Rhys, Riccardo Scamarcio, Alicia Vikander, Uma Thurman a Emma Thompson. Jedná se o druhý film, kde se společně objevili Bradley Cooper a Sienna Miller, poprvé to bylo o rok dříve, ve snímku Americký sniper. 
Film přišel v České republice do kin dne 22. října 2015, v amerických kinech šel do širší kinodistribuce o týden později, dne 30. října 2015 prostřednictvím distribuční společnosti The Weinstein Company.

## Děj filmu
Před třemi lety byl Adam Jones (Bradley Cooper) jedním ze špičkových kuchařů, který pracoval v pařížské restauraci pod vedením svého mentora Jean-Luca. Jeho drogová závislost a extrémní smysl pro preciznost však způsobily zánik restaurace a Adam s sebou strhl také několik svých přátel. Na nějaký čas zmizel, vystřízlivěl a sám sebe odsoudil k vyloupání milionu ústřic v baru v New Orleans. Po vyloupnutí své milionté ústřice se vrací do Londýna, kde plánuje získat svou dřívější slávu a třetí michelinskou hvězdu.

## Obsazení
| Bradley Cooper     | Adam Jones        |
| Sienna Miller      | Helena            |
| Daniel Brühl       | Tony              |
| Omar Sy            | Michel            |
| Matthew Rhys       | Reece             |
| Alicia Vikander    | Anne Marie        |
| Emma Thompson      | doktorka Roshilde |
| Uma Thurman        | Simone            |
| Lily James         | Sara              |
| Riccardo Scamarcio | Max               |
| Henry Goodman      | Conti             |
| Colin Stinton      | Teddy Meyer       |
| Lexie Benbow-Hart  | Lily              |
| Sarah Greene       | Kaitlin           |
| Sam Keeley         | David             |

## Vznik filmu

### Před natáčením
V roce 2013 měl John Wells natočit komediální film o vaření v hlavní roli s Bradley Cooperem, který představoval bývalého pařížského šéfkuchaře Adama Jonese. Sienna Miller podepsala smlouvu jako hlavní herečka tohoto filmu. Do filmu byli zároveň obsazeni i Omar Sy, Jamie Dornan, Emma Thompson, Daniel Brühl, Alicia Vikander a Lily James. Dornanova role byla později s filmu vyjmuta kvůli krácení příběhu a role Lily Jones se zkrátila pouze na cameo. 
Film měl mít původně název Chef, ale v červenci 2014 byl přejmenován na Adam Jones, aby nedošlo k záměně se stejnojmenným filmem od 
Jona Favreaua. V této době se k obsazení přidala i herečka Uma Thurman, která nakonec ztvárnila vedlejší roli. V srpnu 2014 byl k obsazení přidán herec Matthew Rhys v roli Jonesova hlavního nepřítele, šéfkuchaře Reece. Dne 29. července 2015 film získal svůj konečný název, a to Burnt. 

### Natáčení
Hlavní natáčení začalo 23. července 2014 v New Orleans ve státě Louisiana. Po dvou dnech se štáb přesunul do Londýna, kde celý film vznikl. 

### Postprodukce
Dne 2. října 2014 začal Nick Moore film stříhat v rámci postprodukce. Během této činnosti byly z finální verze vystřiženy scény s Jamie Dornanem, objevily se později v bonusových scénách na filmovém DVD.